# Gooding megye
Gooding megye az Amerikai Egyesült Államokban, azon belül Idaho államban található. Megyeszékhelye és legnagyobb városa Gooding. Lakosainak száma 15 598 fő (2020. április 1.). Gooding megye Camas, Twin Falls, Jerome, Lincoln és Elmore megyékkel határos.

## Népesség
A megye népességének változása:
| Lakosok száma | 15 471 | 15 362 | 15 208 | 15 080 | 15 284 | 15 598 |
|               | 2010   | 2011   | 2012   | 2013   | 2015   | 2020   |